# 居飛車
居飛車（日语：いびしゃ）是日本將棋戰法的兩大分支之一。在序盤時，將飛車放在原始位置（先手2八、後手8二）作戰，相反則為振飛車，將飛車配置於左翼。若以居飛車對居飛車，稱為相居飛車；若以居飛車對振飛車，則稱為對抗型。

## 概說
狹義居飛車在布局時不移動飛車，將飛車置於原位開戰，與刻意移動飛車的振飛車不同。廣義振飛車則包含一間飛車、袖飛車、右四間飛車等飛車位於右翼的戰法。常見圍玉包含矢倉、雁木、左美濃等，還有為對抗型急戰開發的舟圍與Elmo圍，以及為對抗型持久戰開發的居飛車穴熊與千禧圍。
過去，與振飛車美濃相比，居飛車的定跡較為繁複，因此較難學習。但隨著振飛車的發展與相振飛車問世，振飛車定跡也不斷多樣化。二十一世紀初，居飛車與振飛車的複雜度已經逐漸相近。近來職業棋士逐漸常用過往視為奇襲的右玉戰法，把玉將圍在右側，把居飛車引到底段。能夠左右開弓的棋士愈來愈多，居飛車與振飛車的界限也逐漸淡化。

## 相居飛車
相居飛車是非常注重敵我步調調整的戰法，長期以來對手順研究眾多，形成諸多定跡。傳統上，這些定跡可以分為四大基本戰型：矢倉戰、角交換、相懸、橫步取，每一類戰型有諸多變化。此後，出現與傳統角交換不同的後手一手損角交換（在序盤前期就進行角交換）以及近年愈發流行的雁木戰法，因此新說法將相居飛車分為六大基本戰型。此外還有相居飛車力戰這些無法一概歸類的戰法。
| 名稱       | 矢倉戰                 | 角交換                       | 相懸                             | 橫步取                     |
| ---------- | ---------------------- | ---------------------------- | -------------------------------- | -------------------------- |
| 飛車先     | 以銀將防守，構築矢倉圍 | 以銀將（角交換前為角行）防守 | 升金將，不防守，彼此步交換並引戰 | 升金將，不防守，彼此步交換 |
| 角道       | 開啟後以銀將封閉       | 開啟，執行角交換             | 暫時不開                         | 開啟，步兵會被飛車橫向取走 |
| 最序盤示例 | △持駒 無▲持駒 無       | △持駒 角▲持駒 角             | △持駒 步▲持駒 步                 | △持駒 步2▲持駒 步3         |

以上戰型開發有多樣化的戰法，有些限定先手或後手使用，有些則可以通用。例如横步取8五飛為後手專用，角交換早繰銀則可以通用。
矢倉戰與角交換大多搭配矢倉圍，於左翼構築銀金重疊的縱向防禦工事，角交換戰型常見低矮的低位矢倉，矢倉戰則有用角行防禦飛車先的變體，然後不組矢倉，而是組出雁木或右玉。另一方面，相懸與橫步取在飛車先交換後，飛車有許多縱橫移動的可能，因此通常搭配中住居，把玉將放置在中央。

## 對抗型
對付振飛車時，居飛車有兩條路線：簡易圍玉的急戰路線、圍玉在振飛車方以上的持久戰路線。急戰方面，根據振飛車方飛車的位置，有各種戰法。持久戰方面，重點不是如何進攻，而是如何圍玉，因此圍玉的名稱會被當成狹義的戰法名稱。
| △四間飛車File:Shogi ssl2.svg▲居飛車 · 急戰示例（斜棒銀） | △向飛車▲居飛車 持久戰示例（居飛車穴熊） |

圍玉方面，雙方的玉將通常會沿鏡像移動（居飛車圍玉在左翼、振飛車圍玉在右翼），對方的飛車會從側面進攻，因此圍玉的重點也放在側面，極端案例如天守閣美濃，玉頭相當脆弱。急戰常用能快速組好的舟圍，持久戰則多用高手數但很硬的穴熊圍。隨著藤井系統發展，左美濃已經較少用於對抗型。

## 居飛車戰法

### 相居飛車
- 矢倉戰
  - 相矢倉
    - 矢倉3七銀：加藤流
    - 矢倉3七桂：4七銀型、雀刺、同型矢倉、森下系統、4八銀・3七桂・2九飛型、4六銀型（有吉流、灘式）、3六銀型三手角／4六角型
    - 脇系統
    - 四手角

  - 急戰矢倉：米長流急戰矢倉（田丸流、藤森式）、阿久津流急戰矢倉（中原流、郷田流、渡辺流）、矢倉中飛車、右四間飛車（腰掛銀型）、後手6二飛戰法、原始棒銀、螃蟹銀/螃蟹金、忍者銀、升田式早繰銀、極限早繰銀、居角左美濃急戰
  - 變化型：雁木、矢倉3五步早仕掛（日语：矢倉3五歩早仕掛け）、佯動振飛車（日语：陽動振り飛車）、無理矢理矢倉
  - 其他：矢倉早圍、矢倉棒銀、矢倉早繰銀、相總矢倉（千日手矢倉）、銀矢倉（腰掛銀、袖飛車3八飛戰法）

- 角交換（日语：角換わり）
  - 腰掛銀：相腰掛け銀／木村定跡（日语：木村定跡）、駅馬車定跡
  - 其他：早繰銀、棒銀、異筋角（日语：筋違い角）
  - 後手一手損角交換（可以視為獨立的基本戰型）

- 相懸（日语：相掛かり）
  - 相居飛車型：原始棒銀（日语：原始棒銀）、棒銀（日语：棒銀#相掛かり棒銀）、塚田Special（日语：塚田スペシャル）、新舊對抗型（日语：相掛かり#新旧対抗型相掛かり）、早繰銀、中原流（日语：相掛かり#中原流相掛かり）、中原飛車（日语：中原囲い）（5六飛）、飛車先交換腰掛銀、鎖鎌銀（日语：鎖鎌銀）、幽浮銀（日语：UFO銀）
  - 變化型：轉飛車（日语：ひねり飛車）（縱步取（日语：縦歩取り））

- 橫步取（日语：横歩取り）
  - 橫步取3三角（日语：横歩取り3三角）：內藤流空中戰法、中原流、中座飛車（日语：横歩取り8五飛）、竹部流3三飛成戰法
  - 其他：橫步取3三桂（日语：横歩取り3三桂）、橫步取2三步（日语：横歩取り2三歩）、橫步取4五角（日语：横歩取り4五角）、相橫步取（日语：相横歩取り）、橫步取4四角（日语：横歩取り4四角）

### 對抗型
- 對振飛車通用
  - 引角雁木戰法
  - 居飛車穴熊戰法（引角型、居角型、角交換型）
  - 左美濃戰法（引角型、居角型、角交換型）、端美濃・串カツ戦法
  - 千禧圍（日语：ミレニアム囲い）（引角型、居角型、角交換型）
  - 取位戰法（引角型、居角型、角交換型）、玉頭取位戰法（日语：玉頭位取り戦法）、6筋取位（日语：6筋位取り）、5筋取位（日语：5筋位取り）
  - 糸谷流右玉
  - 飯島流引角戰法（日语：飯島流引き角戦法）
  - 地下鐵飛車（日语：地下鉄飛車）
  - 鳥刺嬉野流（日语：嬉野流）
  - 棒銀・斜棒銀・居飛車舟圍急戰（日语：居飛車舟囲い急戦）

- 對中飛車
  - 對一般中飛車：棒銀（斜棒銀）、山田定跡（日语：山田定跡）、二枚銀3八飛戰法（日语：3八飛戦法）型、加藤流袖飛車、4六金戰法（日语：4六金戦法）、英春流（日语：英春流）右四間飛車
  - 對問候中飛車：對中飛車橫步取（日语：横歩取り (対中飛車)）、5八金右超急戰（日语：ゴキゲン中飛車#▲5八金右超急戦）、超速3七銀（日语：超速3七銀）、丸山疫苗（日语：ゴキゲン中飛車#丸山ワクチン）、都成流（日语：都成流）（對中飛車角道不突左美濃）、阿部流端角

- 對四間飛車
  - 左銀急戦：4六銀左戰法（日语：4六銀左戦法）（斜棒銀、3六銀型準急戰、二枚銀準急戰）、山田定跡（日语：山田定跡）、4五步早仕掛（日语：4五歩早仕掛け#対四間飛車）、鷺宮定跡（日语：鷺宮定跡）、碰碰桂（日语：ポンポン桂）左銀型、中原流端角
  - 其他：4六銀右戰法（日语：4六銀右戦法）（斜棒銀・3八飛型）、右四間飛車、碰碰桂右銀型

- 對三間飛車
  - 對石田流三間飛車：棒金、金金金（日语：きmきm金）、二枚銀3八飛（7二飛）型
  - 其他：破三間飛車（日语：三間飛車破り）4六銀急戰・7五步早仕掛、4五步早仕掛（日语：4五歩早仕掛け#対三間飛車）（二枚銀）、三步突捨急戰（日语：三歩突き捨て急戦）、英春流右四間

- 對向飛車
  - 4六銀（左銀・右銀）戰法、5七金戰法（立金戰法（日语：金立ち戦法））

## 居飛車圍玉

### 相居飛車圍玉
- 矢倉・角交換用圍玉
  - 矢倉系統：金矢倉、銀矢倉、總矢倉、片矢倉（天野矢倉、半矢倉）、低位矢倉、菱矢倉、流矢倉、菊水矢倉、富士見矢倉、土居矢倉、高矢倉、角矢倉、矢倉穴熊、兜矢倉
  - 其他：雁木圍、右玉、蟹圍

- 相懸・横步取用圍玉
  - 中住居（日语：中住まい）系統：中住居、開金（日语：金開き）、鴨圍（日语：アヒル囲い）、中原圍（日语：中原囲い）、草莓圍
  - 其他：肩圍（日语：カタ囲い）

### 對抗型圍玉
- 急戰
  - 舟圍（日语：舟囲い）系統：舟圍（7九銀型、6八銀型、5七銀右型／菱圍、5七銀左型）、箱入り娘 (将棋)（日语：千金小姐圍）、水泥圍（セメント囲い）、二枚圍、Elmo圍（日语：elmo囲い）、變形矢倉、居飛車金無雙（日语：金無双）

- 持久戰
  - 穴熊圍系統：四枚穴熊（7八金型）、6七金型穴熊、田尻穴熊、松尾流穴熊、神吉流、Big4、銀冠穴熊
  - 左美濃系統：左美濃、天守閣美濃8七玉型、四枚美濃、銀冠、米長玉銀冠、端美濃・串燒圍（日语：串カツ囲い）、角道不突平美濃（2二玉型、3一玉型）
  - 取位系統：5筋取位多傳圍（日语：多伝囲い）、6筋取位金美濃、玉頭取位銀立矢倉
  - 中段玉（日语：中段玉）系統：空中楼閣、四段端玉
  - 其他：千禧圍（日语：ミレニアム囲い）（雪屋、魚糕、碉堡）、地下鐵飛車（日语：地下鉄飛車）

## 居飛車黨
居飛車黨（居飛車党）是以使用居飛車為主的棋士。
- 木村義雄（日语：木村義雄 (棋士)） - 十四世名人，實力制初代名人，也是第一位永世名人，門下弟子眾多。研發出角交換的木村定跡、香落戰用的木村美濃、相懸用的雁木等等。
- 山田道美（日语：山田道美） - 對抗振飛車研究第一人，研發出打倒大山康晴的山田定跡。英年早逝。
- 加藤一二三（日语：加藤一二三） - 棒銀、矢倉3七銀戰法、對三間飛車三步突捨急戰、對中飛車5七銀右袖飛車型等居飛車舟圍急戰的奠基者。棋齡非常長壽，是多項紀錄的保持人。喜歡使用銀將，別稱「銀將營業部長」。
- 中原誠（日语：中原誠） - 十六世名人，四冠王。以橫步取中原圍、中原流相懸與中原流急戰矢倉得名。棋風號稱「自然流」，擅長入玉與使用桂馬，時常擊破對手的得意戰法（大山康晴的振飛車、大內延介的穴熊、內藤國雄的空中戰法等）。
- 米長邦雄 - 前名人、永世棋聖。棋風厚重，能藉由複雜的打入過程逆轉局勢，人稱「泥沼流」。開發米長玉、米長流急戰矢倉、角頭步等戰法，對矢倉研究深入，大大影響後進棋士。
- 田中寅彥（日语：田中寅彦） - 發明居飛車穴熊、飛車先不突矢倉、無理矢理矢倉等諸多序盤戰術，人稱「序盤的愛迪生」。弱點是終盤。
- 谷川浩司（日语：谷川浩司） - 十七世名人。以角交換腰掛銀等尖銳的終盤戰術著稱，號稱「光速流」或「谷川前進流」。也會下四間飛車、問候中飛車、相振飛車。
- 森下卓（日语：森下卓） - 發明革命性的相矢倉戰法「森下系統」。以先防守後反攻著稱，偶爾會下向飛車。
- 森内俊之（日语：森内俊之） - 十八世名人。矢倉派的居飛車黨，號稱「鐵板流」，喜歡飛車，以「剛」著稱。
- 羽生善治 - 十九世名人、永世七冠。九成居飛車、一成振飛車，喜歡銀將，以「柔」著稱。終盤非常靈動，暱稱為「羽生魔術」。
- 丸山忠久（日语：丸山忠久） - 實力制第十一代名人，米長邦雄門生。號稱「激辛流」，以横步取8五飛與角交換奪下名人頭銜。近來開始使用中飛車。
- 鄉田真隆（日语：郷田真隆） - 居飛車本格派，初手通常都是推進飛車先，極罕見的案例下用過佯動振飛車。序盤經常長考，導致終盤必須下快棋。
- 木村一基 - 棋風堅忍，擅長使用龍馬，在激烈對局中也能徹底防守，不輕易認輸，有反擊使羽生頓死的紀錄。
- 渡邊明（日语：渡辺明 (棋士)） - 初代永世龍王。居飛車正統派，以居飛車穴熊著稱，在相居飛車時也常用。嘗試過問候中飛車與角交換四間飛車，但效果不好。
- 清水市代（日语：清水市代） - 女流頭銜數紀錄保持者，一共獲得過43次頭銜。以相懸、急戰、右四間飛車等力戰戰法著稱。
- 藤井聰太 - 最年少的棋賽優勝、連勝記録保持者。長考派，以角交換著稱，擅長使用桂馬，後手通常都優先推進飛車先。

## 腳註
1. ↑  【増補改訂版】将棋・序盤完全ガイド　相居飛車編 （マイナビ将棋BOOKS） [ 上野裕和 ] 2018
2. ↑  矢倉戰通常會築出矢倉圍，此戰型稱為「相矢倉」，是最狹義的矢倉戰。但隨著急戰矢倉發展進步，就算開局與矢倉手順相同，也常會有無法築出矢倉的狀況，這種場合仍然算是廣義的矢倉戰。此外，如果在角交換戰局中圍出矢倉，仍然屬於角交換戰局，不會因此變成矢倉戰。
3. ↑  在舊二十四手組中，第五手會上7七銀，關閉角道並同時防守飛車先。新二十四手組則流行以6六步關閉角道。不過，在左美濃急戰矢倉問世後，新二十四手組變得極其難組，因此舊二十四手組復歸流行。
4. ↑  最初期不開，通常到了後期，為了活用角行才打開。如果打開角道，有很大可能是橫步取，但仍然有相懸的餘地。